# Spring Break... Here to Party
Spring Break... Here to Party è un album di raccolta del cantautore country statunitense Luke Bryan, pubblicato nel 2013.

## Tracce
1. Suntan City – 3:54
2. Just a Sip – 2:53
3. Buzzkill – 3:37
4. If You Ain't Here to Party – 3:53
5. Little Bit Later On – 4:07
6. In Love with the Girl – 3:28
7. Shore Thing – 3:53
8. Sorority Girl – 3:23
9. Shake the Sand – 4:28
10. Love in a College Town – 3:23
11. Wild Weekend – 4:01
12. Cold Beer Drinker – 3:50
13. Spring Break-Up – 3:06
14. Take My Drunk Ass Home – 3:22

## Classifiche
| Classifiche (2013) | Posizione massima |
| ------------------ | ----------------- |
| Stati Uniti        | 1                 |